# Teatro San Carlo
Real Teatro di San Carlo (Kraljevo gledališče svetega Karla), kot ga je prvotno poimenovala burbonska monarhija, danes pa je znano preprosto kot Teatro (di) San Carlo, je zgodovinska operna hiša v Neaplju v Italiji, povezana s kraljevo palačo in meji na trg Piazza del Plebiscito. Je najstarejše stalno delujoče operno prizorišče na svetu, ki so ga odprli leta 1737, desetletja pred milansko La Scalo ali beneško La Fenice.
Operna sezona traja od konca novembra do julija, baletna sezona pa od decembra do začetka junija. Hiša je imela nekoč 3285 sedežev, zdaj pa je število zmanjšano na 1386 sedežev. Zaradi svoje velikosti, zgradbe in starodavnosti je bil vzor za gledališča, ki so jih kasneje zgradili v Evropi.

## Zgodovina operne hiše
Real Teatro di San Carlo je dal zgraditi neapeljski kralj Karel VII., ki je želel obdariti Neapelj z novim in večjim gledališčem, ki bi nadomestilo staro, dotrajano in premajhno gledališče San Bartolomeo iz leta 1621, ki je dobro služilo mestu, zlasti potem, ko se je leta 1682 tja preselil Scarlatti in začel ustvarjati pomembno operno središče, ki obstajal še dolgo v 18. stoletju.
Tako je bil San Carlo slovesno odprt 4. novembra 1737, na dan kraljevega imena, z izvedbo opere Ahil in Sciro Domenica Sarra, ki temelji na libretu Metastasia iz leta 1736, ki ga je tisto leto uglasbil Antonio Caldara. Kot je bilo običajno, je vlogo Ahila igrala ženska, Vittoria Tesi, imenovana Moretta; v operi sta nastopila tudi sopranistka Anna Peruzzi, imenovana Parrucchierina in tenorist Angelo Amorevoli. Sarro je dirigiral tudi orkestru v dveh baletih kot intermezzih, ki ju je ustvaril Gaetano Grossatesta, prizore pa je oblikoval Pietro Righini. Prve sezone so poudarjale kraljevo naklonjenost plesnim točkam in med nastopajočimi predstavljale znane kastrate.
V poznem 18. stoletju je Christopha Willibalda Glucka poklical v impresario Tufarelli, da bi v gledališču režiral njegovo Clemenza di Tito iz leta 1752, Johann Christian Bach pa je leta 1761–62 prinesel dve operi, Catone in Utica in Alessandro nell'Indie.

### 1737: Gradnja Teatro di San Carlo (Gledališče San Carlo)
Teatro di San Carlo (gledališče San Carlo) je zasnoval Giovanni Antonio de Medrano, sicilijanski plemič, kraljevi arhitekt in glavni inženir kraljestva, ki je služil tudi kot major Regius Praefectus Mathematicis Regni Neapolitani (glavni kraljevi guverner matematike Neapeljskega kraljestva) in je bil učitelj Karla III. Španskega. Angelo Carasale, nekdanji direktor San Bartolomea, je bil v prvi vrsti odgovoren za oblikovanje dovršene opreme Teatra di San Carlo. Avditorij v obliki podkve je najstarejši na svetu. Zgrajena je bila za 75.000 dukatov. Dvorana je bila dolga 28,6 metra in široka 22,5 metra, s 184 ložami, vključno s tistimi na proskeniju, razporejenimi v šestih vrstnih redih, in kraljevsko ložo, ki je lahko sprejela deset ljudi, kar je skupaj 1379 sedežev. Vključno s stojiščem je lahko gledališče sprejelo več kot 3000 ljudi. Izbirčni skladatelj in violinist Louis Spohr je 15. februarja 1817 zelo temeljito pregledal velikost in akustične lastnosti te operne hiše in sklenil, da:
ni boljšega mesta za balet in pantomimo. Tukaj je mogoče predstaviti vojaške premike pehote in konjenice, bitke in nevihte na morju, ne da bi padli v smešno. Toda za samo opero je hiša prevelika. Čeprav imajo pevke, Signora Isabella Colbran, [Primadonna operne družbe Teatro San Carlo in bodoča Rossinijeva žena], in Signori Nozzari, Benedetti itd., zelo močne glasove, je bilo slišati le njihove najvišje in najbolj zveneče tone. Kakršna koli nežna beseda je bila izgubljena.
San Carlo, ki so ga zelo občudovali zaradi arhitekture, zlatih okraskov in razkošnega modrega oblazinjenja (modra in zlata sta bili uradni barvi Bourbonov), je bila največja operna hiša na svetu. Glede moči obstoječega burbonskega kraljestva Dveh Sicilij Beauvert ugotavlja, da je bila zasnova hiše s 184 ložami brez zaves zasnovana tako, da se »nihče ni mogel izogniti nadzoru s strani suverena«, ki je imel zasebni dostop iz kraljeve palače.
Leta 1809 je bil Domenico Barbaia imenovan za upravitelja kraljevih opernih hiš v Neaplju in je ostal odgovoren do leta 1841. Kmalu si je pridobil sloves inovativnih in bleščečih produkcij, s čimer je v operno hišo pritegnil javnost in vodilne pevce.

### Od februarja 1816 do januarja 1817: uničenje zaradi požara in obnova
13. februarja 1816 je med generalno vajo za baletno predstavo izbruhnil požar, ki se je hitro razširil in uničil del stavbe.
Po ukazu kralja Ferdinanda IV., še enega burbonskega monarha in sina Karla VII., ki je uporabljal storitve Antonia Niccolinija, je Barbaia lahko obnovil operno hišo v desetih mesecih. Prenovljena je bila v tradicionalno dvorano v obliki podkve s 1444 sedeži in proskenijem, širokim 33,5 m in visokim 30 m. Odrska školjka je bila globoka 34,5 m. Niccolini okrašen v notranjosti v nizkem reliefu, prikazuje Čas in uro.
Osrednjo freskasto stropno sliko Apolon Minervi predstavlja največje pesnike sveta, so naslikali Antonio, Giuseppe in Giovanni Cammarano.
12. januarja 1817 je bilo obnovljeno gledališče slovesno odprto z Il sogno di Partenope Johanna Simona Mayrja. Stendhal se je udeležil drugega večera inavguracije in zapisal: »V vsej Evropi ni ničesar, ne bom rekel, da bi bilo primerljivo s tem gledališčem, ki pa daje vsaj malo predstavo o tem, kakšno je ..., zaslepi oči, navduši dušo ...«.
Leta 1844 je bila operna hiša na novo okrašena pod vodstvom Niccolinija, njegovega sina Fausta in Francesca Marie dei Giudice. Glavni rezultat je bila sprememba videza notranjosti v zdaj tradicionalno rdečo in zlato.

### Konec 19. stoletja, po drugi svetovni vojni in prenove v 21. stoletju
Razen oblikovanja orkestrske jame, ki jo je predlagal Giuseppe Verdi leta 1872, napeljave elektrike leta 1890, poznejše ukinitve osrednjega lestenca ter izgradnje novega preddverja in novega trakta za garderobe, gledališče ni doživelo bistvenih sprememb vse do popravila zaradi bombardiranja leta 1943.
Med drugo svetovno vojno so operno hišo poškodovale bombe. Po osvoboditvi Neaplja oktobra 1943 je Peter Francis iz Kraljeve artilerije organiziral popravilo poškodovanega preddverja in tri tedne pozneje znova odprl stavbo z glasbeno revijo. Ko je bila stavba primerna za nastope, je bilo na voljo več glasbenikov in pevcev, prva operna predstava pa je bila izvedena 26. decembra 1943, matinejska predstavitev Puccinijeve La bohème. Peter Francis je ostal še dve leti in produciral 30 oper. 9. julija 1946 je ameriški baritonist Lawrence Tibbett zapel naslovno vlogo v Rigolettu pred občinstvom, v katerem so bili visoki vojaški predstavniki Sredozemskega gledališča operacij in enote zavezniških sil.
Do začetka 21. stoletja je operna hiša kazala svojo starost z zastarelimi odrskimi stroji, neustreznimi prostori za obiskovalce in pomanjkanjem klimatskih naprav. V odgovor je regionalna vlada Kampanije v šestih mesecih leta 2008 in šestih mesecih leta 2009 financirala 67 milijonov evrov vredno prenovo, vključno z obnovo dekorja in izgradnjo nove dvorane za vaje. Kot je zapisano v reviji Gramophone, je bila operna hiša ponovno odprta 27. januarja 2010 z Mozartovo La Clemenza di Tito, ob 254. obletnici skladateljevega rojstva: »Prenovitvena dela so bila zaključena lani pod vodstvom arhitektke Elisabette Fabbri in so namenjena vrnitvi Teatra San Carlo v stanje, kot ga je po obnovi Antonia Niccolinija po požaru 1816. Projekt ... je vključeval 300 delavcev dan in noč.«

## Velika doba neapeljske opere
V tistem času je neapeljska šola opere požela velik uspeh po vsej Evropi, ne le na področju opere buffa, ampak tudi na področju opere seria. V neapeljski šoli opernih skladateljev so bili Feo, Porpora, Leo, Traetta, Piccinni, Vinci, Anfossi, Durante, Jommelli, Cimarosa, Paisiello, Zingarelli in Gazzaniga. Neapelj je postal prestolnica evropske glasbe in tudi tuji skladatelji so si za cilj svoje kariere predstavljali izvedbo svojih skladb v Teatro San Carlo. Med temi skladatelji so bili Hasse (ki se je pozneje naselil v Neaplju), Haydn, Johann Christian Bach in Gluck.
Od leta 1815 do 1822 je bil Gioachino Rossini hišni skladatelj in umetniški vodja kraljevih opernih hiš, vključno s San Carlo.
Kot umetniški vodja kraljevih opernih hiš je Gaetano Donizetti ostal v Neaplju od leta 1822 do 1838 in komponiral šestnajst oper za gledališče.
Vincenzo Bellini, po rodu Sicilijanec, je v San Carlu postavil tudi svoje prvo delo Bianca e Fernando.
Z gledališčem je bil povezan tudi Giuseppe Verdi in zanj napisal dve operi.
Gledališče je bilo priča številnim krstnim predstavam v zlati dobi napolitanske opere (Domenico Cimarosa, Giovanni Paisiello, Niccolo Zingarelli ...), kasneje tudi v obdobju belcanta (Gioacchino Rossini, Vincenzo Bellini, Gaetano Donizetti, Saverio Mercadante, Giuseppe Verdi ...) ter verizma (Giacomo Puccini, Pietro Mascagni, Francesco Cilea, Umberto Giordano ...). V gledališču je bil nekaj časa direktor znameniti libretist Salvatore Cammarano, impresarij pa Domenico Barbaia.
Na odru gledališča so peli najbolj znani operni pevci svojega časa - Manuel Garcia in njegova hči Maria Malibran, Clorinda Corradi, Giuditta Pasta, Isabella Colbran, Giovanni Battista Rubini, Domenico Donzelli, Adolphe Nourrit, Gilbert Duprez ...

## Zaton in oživitev do konca 19. stoletja
Z združitvijo Italije leta 1861 je Neapelj izgubil svoj status glasbenega središča Italije in doma vodilne operne hiše v državi La Scala, saj sta se moč in bogastvo preselila proti severu. Do leta 1874 je padec prihodkov od nastopov povzročil zaprtje operne hiše za eno leto. Njegovo bogastvo se je lahko povrnilo zaradi stalne podpore v drugi polovici 19. stoletja in v 20. stoletju Giacoma Puccinija in drugih skladateljev verističnih oper, kot so Pietro Mascagni, Ruggiero Leoncavallo, Umberto Giordano in Francesco Cilea, ki so tukaj uprizarjali svoja dela.
V poznem 19. stoletju je hiša ustanovila svoj interni orkester pod vodstvom Giuseppeja Martuccija, kar je pomagalo privabiti več cenjenih dirigentov, med njimi Arturo Toscanini, Pietro Mascagni in skladatelj Richard Strauss, čigar vpliv je razširil repertoar operne hiše.
En izvajalec, ki se od leta 1901 dalje ni pojavil v Neaplju, je bil v Neaplju rojeni Enrico Caruso, ki je po tem, ko ga je del občinstva med izvedbo L'elisir d'amore izžvižgal, obljubil, da se ne bo več vrnil.